# Saint-germaini béke (1570)
Az 1570. augusztus 8-án aláírt saint-germaini béke a francia vallásháborúk harmadik szakaszát zárta le.
A háborúnak ez a szakasza 1568 és 1570 között tartott. 1567-ben a hatalmat ténylegesen gyakorló Medici Katalin szakított az addigi türelmi politikával, és kegyvesztetté lett Michel de L’Hospital, aki a megbékélést próbálta előmozdítani. 1568-ban Medici Katalin hatályon kívül helyezte a longjumeau-i békét, fő- és jószágvesztés terhe alatt betiltotta a kálvinizmus nyilvános gyakorlatát, a hivatalnokoktól a katolikus egyház elveinek megfelelő esküt követelt és a protestáns lelkészeknek csak két hetet engedett az ország elhagyására.  A háború során megölték a hugenották vezérét, Condé hercegét, de Coligny admirálisnak sikerült visszanyernie a hugenották pozícióit.
A békét katolikus részről IX. Károly francia király, református részről Coligny admirális írta alá. A béke részben biztosította a hugenották számára vallásuk gyakorlását azokon a helyeken, ahol előzőleg is gyakorolták. A nemesség Párizs és az udvar tartózkodási helyeinek kivételével bárhol tarthatott istentiszteletet. A köznép számára tartományonként két-két helyet jelöltek ki, ahol szabad volt nyilvánosan református istentiszteletet tartani. Négy várost két évre (La Rochelle, Cognac, Montauban és La Charité) protestáns biztonsági hellyé nyilvánítottak. A hugenottáknak ezen felül megengedték, hogy közhivatalt töltsenek be.
A békekötést követően a háborús hangulat nem csitult az országban, amint azt az 1571-es orange-i, roueni és párizsi incidensek bizonyítják. A béke csak két évig maradt érvényben, mivel 1572-ben a Szent Bertalan éjszakájával új háború vette kezdetét.